# Myxomatose
 Mise en garde médicale

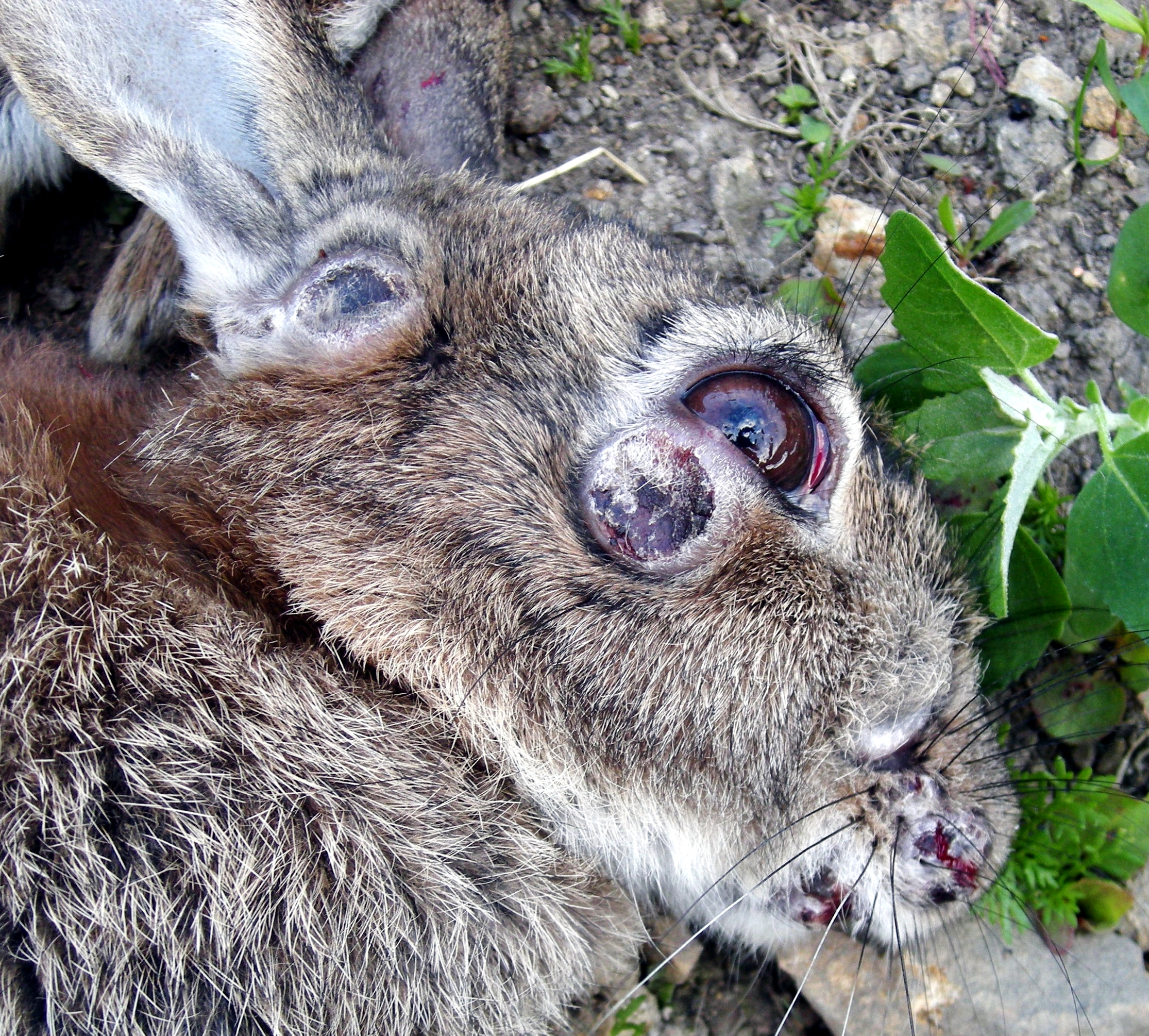
Myxomes, ici sous l'œil et à la base de l'oreille.

La myxomatose est une maladie virale des lagomorphes due à un poxviridé, très souvent mortelle. Elle atteint tout particulièrement les lapins de garenne sauvages et les lapins domestiques, mais ne touche que très rarement les lièvres. Transmise par l'intermédiaire d'Arthropodes vecteurs (puces, moustiques, simulies), elle apparaît sous sa forme classique nodulaire, caractérisée par la présence de pseudotumeurs cutanées, les myxomes. Plus rarement, elle peut aussi être transmise par voie aérienne, sans vecteur, et apparaître sous une forme respiratoire anodulaire. Elle n'est transmissible ni aux humains ni aux autres animaux.
Selon l'Organisation mondiale de la santé animale, la maladie n'a pas été signalée en Asie, ni en Afrique australe ni en Nouvelle-Zélande.

## Symptômes

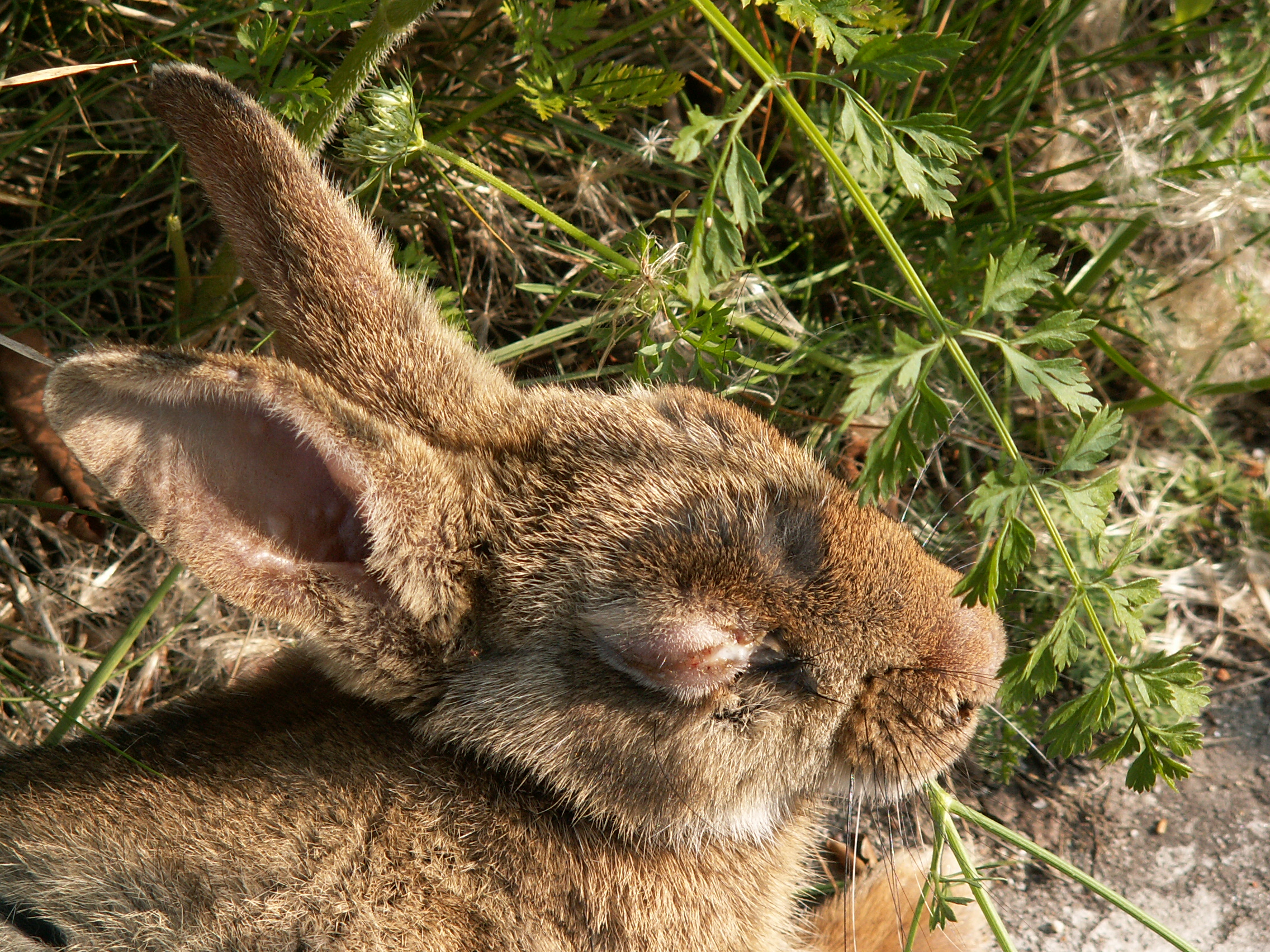
L'atteinte des yeux est souvent le premier signe de la maladie.

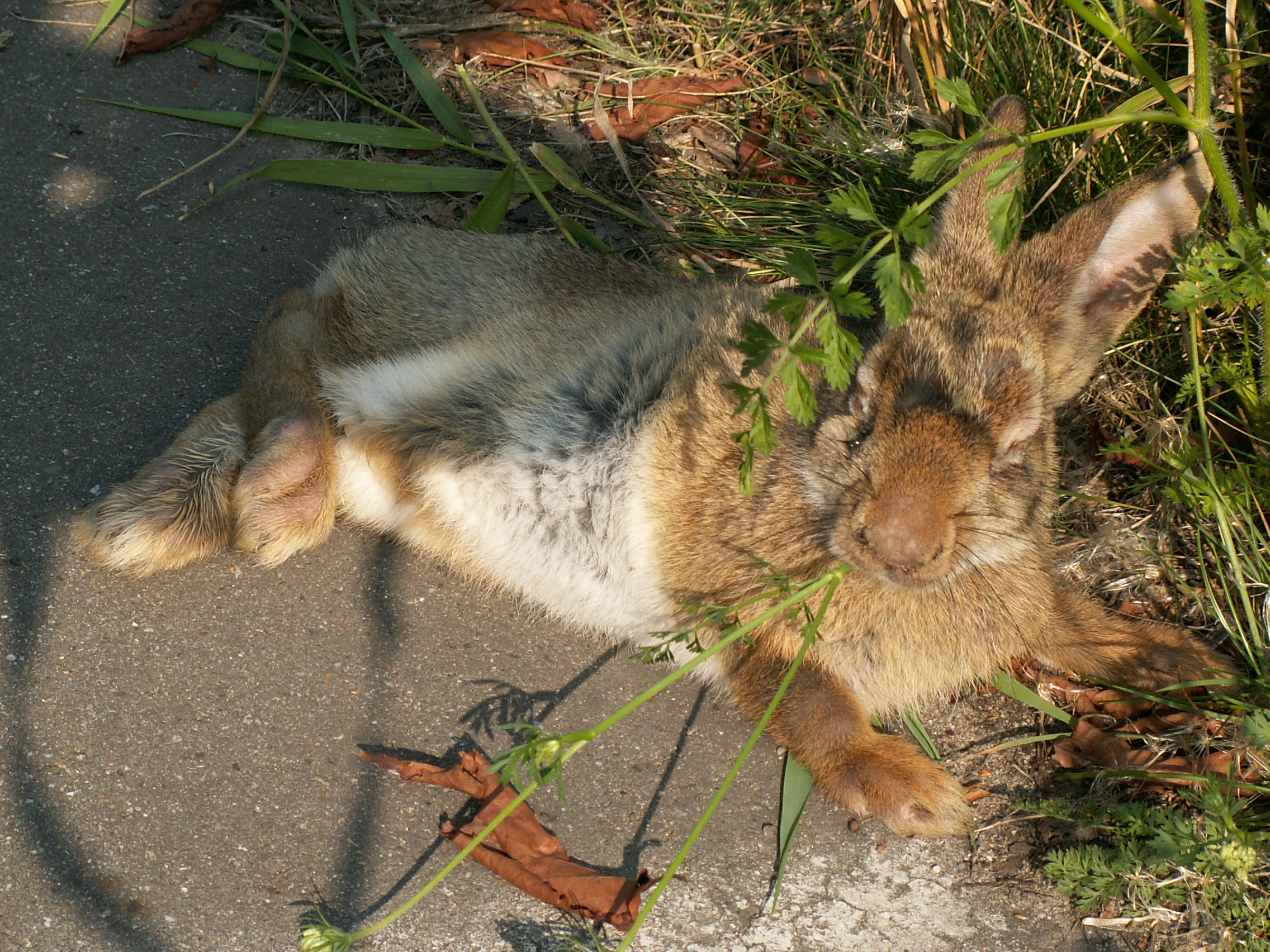
L'animal malade est fiévreux et affaibli, parfois aveugle et ne peut plus se nourrir.

Chez les lapins du genre Sylvilagus, la myxomatose ne provoque que des tumeurs cutanées localisées. Chez le lapin de garenne (Oryctolagus cuniculus) en revanche, les symptômes sont souvent bien plus sévères.
Après une incubation de cinq à dix jours, la maladie se manifeste habituellement d'abord par des myxomes (tumeurs fluides en forme de nodules cutanés caractéristiques des infections par poxviridae) et des œdèmes des organes génitaux et de la tête. Ces myxomes, proéminents et nombreux, sont souvent accompagnés de lésions auriculaires amenant la ptôse des oreilles. Si l'animal ne guérit pas spontanément à ce stade, une conjonctivite aigüe et éventuellement une cécité (qui sont parfois la première indication de la maladie) s'ensuivent. Le lapin devient apathique, fiévreux, perd l'appétit et devient sensible à la lumière. Des infections bactériennes opportunistes secondaires surviennent dans la plupart des cas qui causent une pneumonie avec inflammation purulente des poumons. Au stade terminal, la maladie entraîne la prostration et la mort. Les lapins peu résistants ou touchés par des souches virulentes peuvent mourir en 48 heures; en général, la mort survient plutôt dans les deux semaines.
Des formes atténuées ou des formes subaiguës existent, mortelles en 20 à 30 jours quand il n'y a pas de guérison spontanée. Dans ce cas, les myxomes de la face sont petits, cachés ou faiblement exsudatifs avant de se dessécher en une croûte qui tombera après deux semaines, laissant une zone sans poils pour plusieurs semaines. La guérison peut toutefois laisser des séquelles génitales souvent temporaires (orchites, ovarites, stérilité…) qui nuisent aux élevages ou au développement des populations sauvages.
Une souche nouvelle a été découverte ou est apparue chez le lapin domestique en élevage industriel, décrite à la suite d'accidents de vaccination avec le vaccin S.G. 33, puis a été trouvée dans des élevages familiaux. C'est une myxomatose à symptômes respiratoires, dite « amyxomateuse ». L'incubation est plus longue (jusqu'à trois semaines), précédant une tuméfaction des yeux, des atteintes génitales, nasales (avec coryza évoluant en jetage mucopurulent, et avec des croûtes obstruant les narines) et oculaire (avec conjonctivite et larmoiement). Des taches rouges ou rougeâtres (macules congestives) peuvent toucher les oreilles, sans lésions nodulaires cutanées. Les myxomes sont invisibles ou peu développés.
Ces symptômes peuvent parfois faire croire à une pasteurellose, infection bactérienne qui peut être traitée avec des antibiotiques tout en nécessitant parfois aussi un acte chirurgical pour ôter les tissus purulents et abcès.

## Traitements curatifs, préventifs ou palliatifs
Il n'existe pas de traitement curatif à 100 %. Il existe néanmoins des traitements palliatifs pour diminuer la souffrance de l'animal. En termes de traitement préventif, le traitement des terriers par pesticides est trop délicat, et il est lui-même source de pollution.
Pour l'élevage, le seul moyen de protection est la prévention par vaccination des lapins. Les lignes directrices pour la production du vaccin sont accessibles au chapitre 2.6.1 du Manuel des tests de diagnostic et des vaccins pour les animaux terrestres de l'OIE[réf. nécessaire].

## Vecteurs et contagion
Le virus de la myxomatose, Myxoma virus (en), fait partie des nombreux virus transmis par des arthropodes. Il semble principalement transmis par des vecteurs arthropodes hématophages (avec des pics d'infections en automne). Les principaux vecteurs seraient :
1. Les mouches hématophages (simulies a priori) ; elles se posent sur les yeux, les narines, l'anus du lapin, etc., y compris à l'intérieur de terrier, après avoir été contaminées sur des lapins malades ou morts ; et les puces (Siphonaptera). Selon Joubert et al.[10], le virus ne se multiplie pas chez la puce mais il est absorbé avec le repas sanguin et éliminé dans les fèces de la puce où il reste infectant. Et, directement inoculé dans l'hémocèle de la puce, il n'a pas été ensuite retrouvé dans ses pièces buccales ni dans ses glandes salivaires ; l'Arthropode n'est donc pas infectant dans ce dernier cas[11]. Néanmoins ses piqûres, ou les microplaies produits par les griffes du lapin qui se gratte, sont peut-être des portes d'entrée supplémentaires pour le virus. De plus, le virus prélevé par la puce au sein de tumeurs (très riches en particules virales) est retrouvé sur les pièces buccales, où il pourrait persister avec des protéines provenant des exsudats du myxome[12]. Selon Mead-Briggs & Vaughan (1975), les souches virales moyennement virulentes (tuant entre 17 et 44 jours) infectent une proportion plus élevée de puces (47 %) que les souches virulentes (12 %) ou au contraire très atténuées (8 %).
2. Certains moustiques ; l'anophèle et le culex[13] constituent également un vecteur du parasite. Aragão en 1920 avait déjà observé que des Aedes aegypti et des Aedes scapularis piquant des lapins sud-américains porteurs du virus, pouvaient contaminer des lapins européens lors d'une piqûre ultérieure[3]. Le virus ne se multiplie pas en laboratoire dans les cultures de lignées cellulaires chez Aedes albopictus[14], mais le moustique femelle le transmet lors de ses repas. On a retrouvé le virus sur les pièces buccales de moustiques anophèles (Anopheles atroparvus) jusqu'à 220 jours après leur repas de sang, et jusqu'à 97 jours chez des culex (Culex pipiens) hibernants[15], et jusqu'à 70 jours chez des puces Spilopsyllus cuniculi prélevées dans des terriers non utilisés[16]. Le moustique perdant une part importante de sa charge virale à chacune des piqûres qu'il fait sur un hôte vertébré, sa période d'infectiosité n'est que d'environ 24 jours chez Aedes alboannulatus et Aedes camptorhynchus selon les études faites en Australie[17], Spilopsyllus cuniculi  n'est infectante avec une haute probabilité que lors du repas suivant celui qui l'a infectée[18]. On a montré dans un foyer naturel de la maladie en Californie, mais sur des lapins d'élevage (Oryctolingus) que c'était dans ce cas un anophène (anopheles freebornì) qui était vecteur[19]. La reconnaissance du rôles des moustiques (reconnaissance plus tardive en Angleterre où l'on avait accordé bien plus d'importance aux puces) a eu une grande importance pour la compréhension de l'épidémiologie de cette épizootie[20], car les moustiques sont capables de détecter leurs proies à des distances plus grandes et de franchir des distances bien plus grandes que les puces ne peuvent le faire (bien qu'elles puissent aussi se faire transporter par un hôte mobile), mais les moustiques sont souvent dépendants de la présence d'eau.
3. Les tiques ; les tiques Ixodidae muent après chaque repas de sang, perdant les téguments de leurs pièces buccales, probablement, pensait-on, avec les virus qui s'y seraient accumulés (dans ce cas, la tique ne conserverait pas ou peu d'infectiosité lors d'un changement de stade[21]). En théorie (sauf repas interrompu, ou décrochage avant que le repas ne soit entamé), elle ne prend qu'un seul repas de sang à chaque stade, ce qui laisse penser qu'elle n'est pas un vecteur de la myxomatose. Mais, comme pour la puce, les plaies qu'elle occasionne (parfois suivies d'un prurit) pourraient être des portes d'entrées pour le virus ou des bactéries intervenant secondairement (infections opportunistes). De plus, on a récemment empiriquement démontré[22] (étude par PCR en temps réel) chez plusieurs espèces de tiques (Ixodes ricinus, Ixodes hexagonus, Dermacentor reticulatus, Rhipicephalus bursa et Ornithodoros savignyi), que ces tiques contaminées par des orbivirus lors d'un repas de sang voyaient le virus traverser leur barrière intestinale et diffuser dans l'hémolymphe vers les glandes salivaires et les ovaires. Trois semaines après nourrissage, le virus BTV8 était par exemple trouvé dans beaucoup de tissus et organes des tiques dures (contre 26 jours pour les Ornithodoros)[22]. Et le virus persistait dans la tique après chaque mue (« passage transstadial »). Un passage transovarien (passage du virus à la descendance) est même observé en laboratoire chez les tiques molles laissant penser qu'elles ont un réel potentiel vectoriel[22]. Ceci expliquerait aussi l'énigme de la survie hivernale de certains virus en Europe[22].

La contagion de lapin à lapin semble notamment pouvoir se faire par contact génital, lors du coït, par contact oculaire, par contact anal avec les litières (les excréments du lapin contiennent le virus), par voie respiratoire (dans les terriers ou dans les élevages industriels) ou via des lésions cutanées (lors du fouissement, à la suite des grattages des piqûres de puces, tiques ou moustiques ou par contact avec des épines infectées par d'autres lapins de garenne…). Par exemple, le virus a été inoculé aux lapins introduits dans les îles Kerguelen ; il y persiste dans des populations devenues plus résistantes, mais apparemment sans vecteurs, à moins que certains Acariens déjà observés sur Lapin puissent être en cause.

## Résistance du virus myxomateux
Hors des cellules hôtes où il se reproduit, il peut survivre longtemps dans les terriers ou à température basse ou modérée, ce qui lui permet de persister longtemps sur les pièces buccales des Arthropodes hibernants ainsi que dans le sol des terriers.

## Facteurs favorisant la myxomatose
La présence de vecteurs, d'un grand nombre de lapins malades et la conjonction d'une pullulation vectorielle avec une vague épizootique sont des facteurs de risque, surtout si le biorythme et l'habitat des vecteurs coïncident avec ceux des lapins. Ce virus n'affectant apparemment que les lapins et les lièvres (et non leurs prédateurs ou les nécrophages), il est possible que le recul général des populations de nécrophages et plus encore de prédateurs (notamment à la suite de la chasse, au recul de la grande faune carnivore, et à l'augmentation de la prédation de piégeage) ait contribué à la dispersion rapide et importante de cette épizootie par le fait que les animaux malades ou affaiblis car porteurs de parasites ne sont plus mangés rapidement, et qu'ils constituent, de même que leurs cadavres ou excréments, une source importante de dispersion du virus dans l'environnement.
La maladie évolue généralement avec un cycle d'environ trois ans, qui atteint un pic quand les lapins sont plus nombreux, avant de diminuer après des mortalités qui peuvent être importantes. Curieusement, un peu partout en Europe, au cœur de vastes zones où le lapin a disparu, du fait de la myxomatose selon certains, des populations reliques ont néanmoins survécu dans des espaces non chassés et non piégés, voire en pleine ville.

## Histoire de la myxomatose

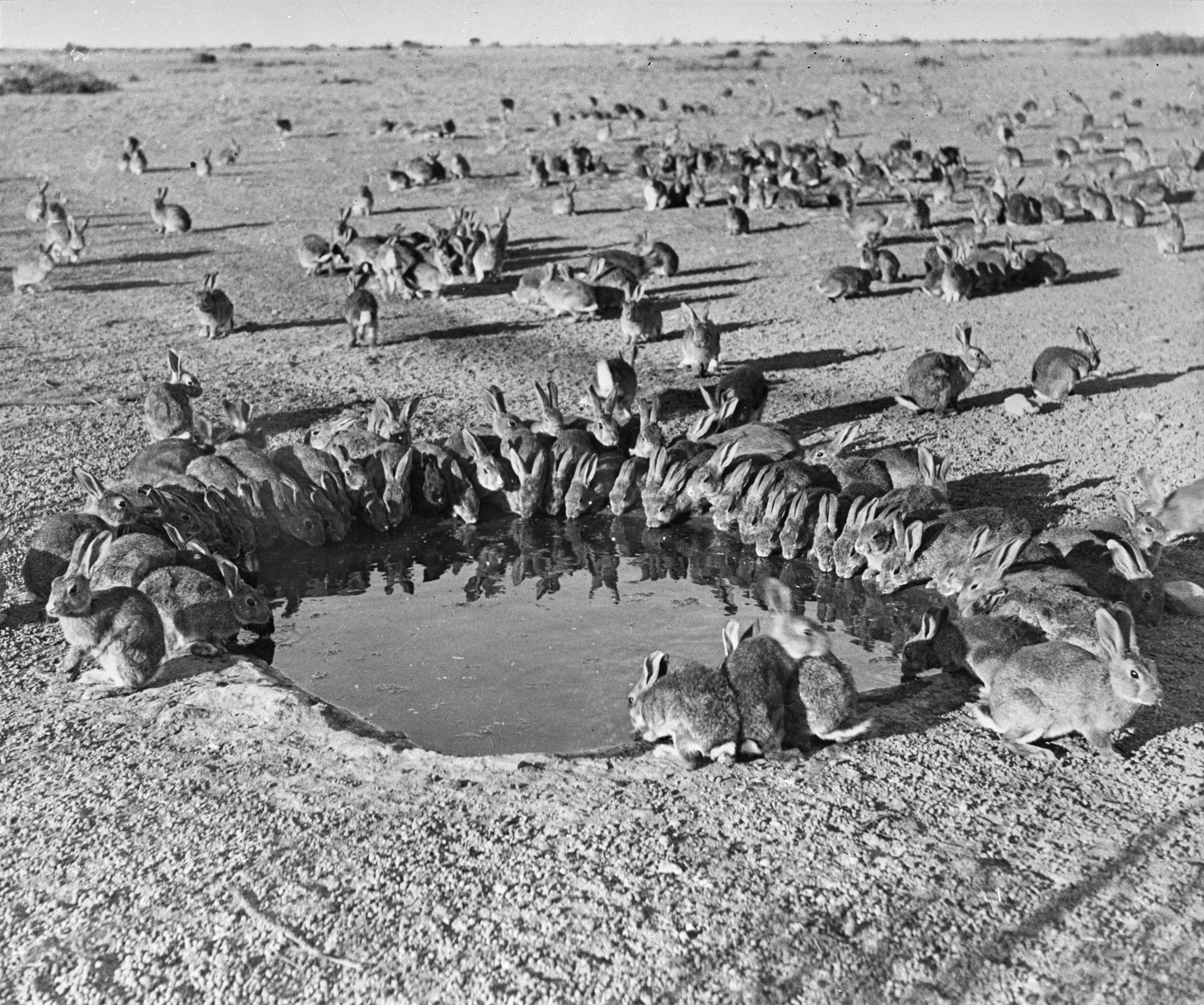
Lapins rassemblés autour d'un point d'eau (la promiscuité est facteur de contagion), dans le site australien d'expérimentation sur la myxomatose (Wardang Island), en 1938.

En 1887, Louis Pasteur propose de réduire les populations de lapins d'Australie et de Nouvelle-Zélande par le biais du choléra des poules. Une expérience donnant toute satisfaction a lieu à Reims. En 1893, le bactériologiste assistant de Pasteur, Adrien Loir, en Australie, réfléchit à ce projet mais l'idée n'est pas retenue, de peur d'aussi affecter les élevages de volailles.
Le médecin et chirurgien italien Giuseppe Sanarelli, formé à l'université de Sienne puis à l'Institut Pasteur de Paris, crée et dirige l'Institut d'hygiène de l'université de Montevideo (Uruguay). En 1896, un groupe de lapins de garenne européens qu'il a importés comme animal de laboratoire pour ses besoins est décimé par une épizootie. En 1898, il décrit le premier 
l'agent en cause, qu'il nomme virus myxomateux (Lepori poxvirus) en raison des myxomes qui apparaissent parmi les premiers symptômes.
En 1920, soit 22 ans plus tard, le médecin brésilien Henrique de Beaurepaire Aragão démontre (au Brésil) que la puce du chat  Ctenocephalides felis peut transmettre le virus d'un lapin à l'autre.
En 1927, soit 7 ans plus tard, ce même Aragão prouve que le  « réservoir »  naturel du virus est le Lagomorphe américain Sylvilagus brasiliensis. Les populations de ce lapin américain y ont développé une immunité naturelle et en sont souvent des porteurs sains ou ne développent qu'une forme bénigne de la maladie, alors que dans les autres continents, ce même virus se montre hautement pathogène pour le lapin qui, infecté, développe une forme rapidement mortelle de la maladie.
Aragão semble avoir été le premier à avoir eu l'idée d'infecter des lapins pour en contrôler les populations là où après avoir été introduits hors de leur milieu naturel, ils se sont mis à pulluler (en Australie par exemple). En 1926, il expédie des cultures de virus au Département de l'agriculture de Nouvelle-Galles du Sud. Mais, les Australiens repoussent l'expérience de quelques années.
En 1933 au Royaume-Uni, Sir Charles Martin, à la demande du CSIRO (Commonwealth Scientific and Industrial Research Organisation), monte près de Cambridge, en Angleterre une expérience d'inoculation de lapins enfermés dans de petits enclos extérieurs sous verre. Ce travail lui fait conclure en 1936 que la souche B du virus du myxome était létale à 100 % dans le milieu naturel sous le climat anglais. Cette même année, il demanda à R.M Lockley l'autorisation d'effectuer un test à grande échelle sur les lapins de l'île de Skokholm (île de 240 acres cultivés et pâturés par des moutons, relativement bien isolée au large de la côte du pays de Galles et appartenant à Lockley qui était par ailleurs aussi naturaliste, membre du Nature Conservancy de Londres). À l'automne de 1936, parmi une population estimée d'environ 10 000 individus, 83 lapins y sont capturés, marqués et inoculés avec la même souche létale du virus avant d'être relâchés dans des terriers répartis sur toute l'île. Cependant, l'hiver suivant, la maladie s'est éteinte sans aucun effet visible sur la population pourtant dense de lapins. Les tentatives ultérieures faites aux printemps 1937 et de 1938 ont également échoué : les individus inoculés sont morts mais sans avoir propagé le virus, très probablement parce que les moustiques et moucherons (Spilopsyllus cuniculi) vecteurs de la maladie étaient absents de l'île.
Puis « Plusieurs tentatives de contrôle biologique recourant au virus de la myxomatose ont été conduites dans différents sites entre 1937 et 1950, après que des tests minutieux ont été réalisés chez l’humain et la faune sauvage australienne ; en 1950, le virus s’est propagé dans tout le bassin du Murray-Darling ».
En 1936-1937, sous la direction de sir Charles Martin, l'Angleterre tente une expérience (55 lapins inoculés) sur l'île de Skokholm au large du Pembrokeshire, sans succès. En 1936, puis en novembre 1937, et en mars 1938, HO Schmit-Jensen de Copenhague, inocule à 3 reprises 150 lapins dans l'île de Vejrö près de Samsoe (Kategatt, ile de 70 ha), presque sans effet. En 1938, la Suède tente des expériences : le 10 mai 1938, Bef von Linde lâche 18 lapins inoculés dans un domaine de 7 000 ha à Dufeke (Scanie), avec un succès spectaculaire (6000 lapins trouvés morts), mais local ; l'épizootie semble ne pas s'étendre au-delà de 5 km du foyer initial. D'autres expériences sont réalisées en Amérique du sud (Patagonie, Chili) où des lapins Oryctolingus ont été introduits et pullulent.
À partir de 1950, les Australiens font une priorité de la lutte contre les léporidés « nuisibles ». On identifie une douzaine de moustiques capables de transporter et d'inoculer ce virus : deux espèces sont plus performantes (Culex annulirostris et Anopheles annulipes), mais dépendant des zones humides, ce qui explique que l'intensité des épizooties australiennes soit restée corrélée à la pluviométrie : dans certaines régions, en période sèche, c'est-à-dire sans épizootie, la myxomatose a moins d'impact sur les effectifs des lapins que la seule prédation (Wood 1980). En 1952, les services australiens considèrent les premiers essais à grande échelle comme une réussite. À long terme, la myxomatose n'a pas pu éradiquer les populations de lapins de ce pays. L'objectif de ces opérations n'était cependant pas d'éradiquer entièrement les lapins, car cela est simplement impossible désormais, mais de les réguler pour les maintenir plus fréquemment à un niveau de population plus soutenable pour l’environnement et l'agriculture, en concomitance avec d'autres moyens de lutte, et en ce sens l'objectif a été atteint. En très peu de temps la population de lapins est passé de 600 millions à 100 millions. Plus tard, l'intense sélection naturelle causée par la très forte mortalité n'a pas manqué de faire apparaître peu à peu des résistances génétiques à cette maladie chez les lapins, et leur population a donc à nouveau augmenté progressivement durant les dernières décennies (200 à 300 millions en 1991).
En 2012, le CSIRO évalue pour le cas du lapin en Australie l'idée selon laquelle les espèces introduites devraient être plus facilement acceptées comme élément intégré à de nouveaux écosystèmes changeants. Il conclut que  « cette idée est fortement contredite. Les lapins ne sont pas des passagers inoffensifs dans les écosystèmes australiens et, pour assurer leur rétablissement, un contrôle rigoureux de ces lapins reste nécessaire ».
En 2017 le gouvernement australien relance la lutte biologique contre le lapin, cette fois avec un autre virus ayant déjà fait des ravages en Eurasie, la maladie hémorragique virale du lapin. Une souche très virulente en est sélectionnée. En 2 mois, 42 % de la population de lapins recensée dans l’État de la Nouvelle-Galles du Sud est éliminée.

## Le cas de la France et de l'Europe

### Origines
Trois tentatives[De quoi ?] (infructueuses) sont faites en Europe, avant que l'expérience soit tentée en France. Contrairement aux tentatives antérieures faites hors de France, l'origine de l'épizootie française résulte d'une initiative privée. Il s'agit d'une action initiée par le docteur Paul-Félix Armand-Delille, membre de l'Académie de médecine et vice-président de la Société de biologie. Ce dernier possède à Maillebois, en Eure-et-Loir, un domaine de 300 hectares, ceint de murs, et dont il fait exploiter les parties non boisées. Il ajoute des protections anti-lapin aux portes et ouvertures. Les préjudices causés par les lapins à ses cultures étant importants, comme le relate son fils, ingénieur agronome, il les a d'abord chassés, en tuant jusqu'à 4 000 par an pour éviter un désastre économique, sans réussir toutefois à les éliminer.
Ayant eu l'occasion de rencontrer le descripteur de la maladie, Armand-Delille espère trouver une solution définitive à ses problèmes grâce à la myxomatose. Le 19 janvier 1952, il reçoit de Suisse un échantillon de cultures du virus de la myxomatose. Le 14 juin 1952, il réalise une inoculation sur trois lapins de clapier qui, bien soignés, s'en remettent. Compte tenu des difficultés rencontrées auparavant par les expérimentateurs étrangers, le professeur Armand-Delille pensait que l'épizootie se limiterait à sa propriété close de murs. L'inoculation aux lapins sauvages déclenche l'épizootie. Moins de deux mois plus tard, près de 90 % des lapins de son domaine sont morts ou présentent des symptômes de la maladie. La maladie se répand alors très rapidement en France, où par ailleurs les fédérations de chasseurs ont encouragé le piégeage des prédateurs du lapin[réf. nécessaire]. À l'automne 1952, des foyers de myxomatose sont détectés dans plusieurs départements. Fin 1953, toute la France métropolitaine est déclarée contaminée et en octobre de cette même année, le virus avait déjà gagné l'Angleterre. Il est détecté en Italie et l'Espagne en 1955-1956 et à la fin des années 1950, c'est l'ensemble de l'Europe qui est touchée. L'aire nord-africaine de répartition du lapin est également touchée. Dans ces régions, les lapins sauvages, et les clapiers familiaux et industriels sont souvent décimés En 1953, la Fédération de la fourrure estime que la production de peaux (80-100 millions d'unités par an au début des années 1950, sans tenir compte des petits élevages domestiques) a chuté de 15 à 20 % en 1953-1954.
En octobre 1952, l'Institut Pasteur identifie le virus à partir du cadavre d'un lapin récupéré à Rambouillet. Le docteur Armand-Dellile présente le 24 juin 1953 une communication à l'Académie d'agriculture qui ne sera vraiment rendue publique qu'après avoir été insérée dans le n°13 (1953) du bulletin de l'Académie avec le compte rendu des séances du 14 et 21 octobre. C'est la publication de ce bulletin qui fait connaître l'origine de l'introduction de cette nouvelle maladie. La conjonction spatiotemporelle des foyers sauvage et domestiques confirme l'efficacité de vecteurs ailés (moustiques, simulies...).
Les tableaux de chasse de lapins de garenne s'effondrent en 1953-1954 (ne furent tirés qu'environ 15 % du total de lapins tués dans l'année avant 1952) et, en 1954-1955, ce taux chute à 2 %, pour légèrement remonter en 1955-1956 (7 % environ). Entre 1952 et 1955, 90 à 98 % des lapins sauvages sont donc morts de la myxomatose en France. L'importance des pertes chez le lapin domestique à cette époque s'avère difficile à chiffrer. Dans les années 1950, peu d'élevages importants existaient. Il est probable que les élevages de type familial - en complément des autres activités agricoles - les plus nombreux, ont été aussi les plus touchés.

### Les réactions
Des actions en justice ont été intentées par un groupe de chasseurs et un éleveur contre le docteur Armand-Delille, mais dans le même temps de nombreux agriculteurs et forestiers (on est en pleine période de reboisement d'après-guerre) se félicitent de cette initiative. Il a même existé un trafic de lapins contaminés, ces déplacements d'animaux atteints expliquant en partie la progression très rapide de la maladie en France.
Le 4 août 1956, le domaine du docteur Armand-Delille est le siège d'une réception privée. Sont présentes à cette réception de nombreuses personnalités du Ministère de l'agriculture. Une médaille d'or est offerte à Armand-Delille, portant l'inscription : « La sylviculture et l'agriculture reconnaissantes ». L'État lui-même reprendra d'ailleurs des expériences d'éradication des lapins dans l'archipel des Kerguelen en 1955 et 1956, avec un succès mitigé, probablement en raison du manque de vecteurs (il n'y a pas de puces, moustiques ni simulies sous le climat des Kerguelen).
Certains chasseurs tentent, vainement, de créer une barrière sanitaire au moyen d'une vaccination hétérologue, produite par l'Institut Pasteur (basée sur un virus américain qui produit une pathologie dite  fibrome de Shope ; une tumeur unique qui immunise le lapin contre la myxomatose). On essaye ensuite d'introduire des lapins australiens supposés devenus résistants à la myxomatose, également sans succès.
Les effets de cette maladie introduite se font encore sentir sur le lapin de garenne en France,

## Aspects juridiques et pénaux
L'introduction volontaire de la myxomatose a entraîné diverses conséquences juridiques, très sévères. Une sanction spécifique existe en France pour celui qui aurait fait naître ou contribué à répandre volontairement une épizootie, notamment chez les vertébrés domestiques ou sauvages. Initialement codifiée par l'article 454 bis (loi du 5 octobre 1955 n° 55-1422), puis 331 du code rural, devenue depuis l'article L 228-3 du code rural et de la pêche maritime, elle prévoit un emprisonnement de 5 ans et une amende de 75 000 €. La tentative est punie par les mêmes peines. La peine est de deux ans de prison et 15 000 € d'amende pour ceux qui auront commis la même infraction par inobservation des règlements et donc involontairement.
Ces pénalités pourraient être aggravées dans l'avenir, en particulier pour les maladies transmissibles à l'humain. Elles seront bien évidemment accompagnées de sanctions civiles, mais la loi n'étant pas rétroactive, elle est sans conséquences pour le professeur Armand-Delille, qui a introduit la maladie en France ou pour ceux qui ont introduit des animaux malades avant 1955.
La  vaccination à grande échelle s'est montrée très efficace contre la rage, mais semble plus délicate contre la myxomatose. Un projet similaire contre la myxomatose a été envisagé à partir de quelques individus traités, qui auraient transmis à leurs congénères un vaccin vivant génétiquement modifié, mais non autorisé en raison d'incertitudes liées à la technique (risque de diffuser dans la nature des vaccins transgéniques susceptibles de muter et produire une nouvelle épidémie).